# Abfüllwaage
Abfüllwaagen (oder auch Dosierwaagen) sind selbsttätige Waagen, die zur Verwiegung trockener Rohstoffe / Produkte eingesetzt werden. Typische Anwendungsbereiche finden sich in der Lebensmittelindustrie, in der Pharmazie sowie in der Automobilindustrie.

## Aufbau

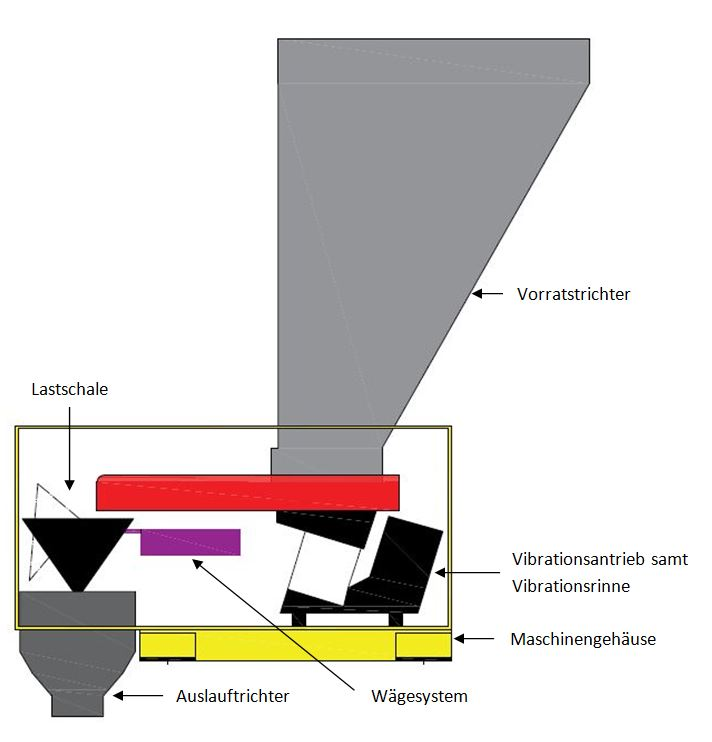
Genereller Aufbau einer Abfüllwaage

Der generelle Aufbau einer Abfüllwaage unterscheidet sich von Hersteller zu Hersteller nur gering. In der Regel besteht eine Abfüllwaage aus folgenden Komponenten:
1. Vorratstrichter – zur Bevorratung des abzufüllenden Produkts
2. Vibrationsantrieb mit aufgesetzter Vibrationsrinne – zur Beförderung des Materials in die Lastschale
3. Lastschale – hier findet der eigentliche Wiegevorgang statt
4. Wägesystem – je nach Ausführung / Anforderung ein Dehnungsmessstreifen oder eine Wägezelle mit elektromagnetischer Kraftkompensation
5. Auslauftrichter – Zuführung des abgewogenen Produkts in ein manuell zur Verfügung gestelltes Gebinde (z. B. Dosen oder Tüten)
6. Maschinengestell / Maschinengehäuse – zur Unterbringung der Komponenten

## Funktionsweise

### Allgemein

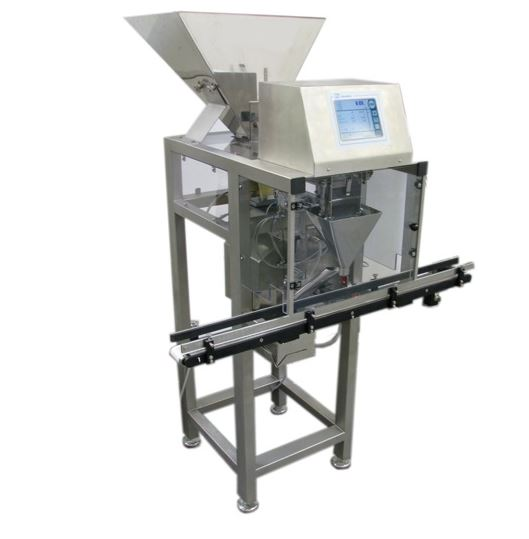
Beispiel für eine halbautomatische Abfüllwaage

Es gibt sowohl halbautomatische als auch vollautomatische Abfüllwaagen. Die Auslegung erfolgt nach den spezifischen Anforderungen des Produktionsprozesses und unterliegt keinen festen Regeln.
Zur Vereinfachung wird nachfolgend die Funktionsweise einer halbautomatischen Ausführung beschrieben.
Bevor eine Abfüllwaage in den Betrieb gehen kann, muss das Produkt in den Vorratstrichter gelangen. Dies kann entweder händisch geschehen, oder automatisch über ein entsprechendes Fördersystem (z. B. Vakuumförderer).
Anschließend wird über den Schieber am Vorratstrichter die Produkthöhe auf der Vibrationsrinne eingestellt. Im späteren Dosierprozess wird so ein gleichmäßiger Produktstrom erzeugt.
Über ein Bedienterminal müssen jetzt die Zielparameter vorgegeben werden. Welche das sind, variiert je nach Maschinenhersteller. Sie hängen im Wesentlichen von der Steuerung der Anlage ab. Möglich sind u. a.:
1. Zielgewicht
2. obere Toleranz
3. untere Toleranz und
4. der Durchsatz pro Minute.

Nach erfolgreicher Einstellung kann der eigentliche Abfüllprozess beginnen. Die Vibrationsrinne fördert das Produkt in die Lastschale, die an einem Wägesystem befestigt ist. Es wird solange Material gefördert, bis das Zielgewicht erreicht ist (unter Berücksichtigung der zulässigen Toleranzen). Jetzt gibt das Wägesystem eine Fertigmeldung an die Steuerung, sodass entweder der Bediener die fertige Füllung abrufen kann (z. B. über einen Fußschalter) oder sich die Lastschale automatisch öffnet. Nach erfolgtem Abruf gelangt das Produkt über den Auslauftrichter in das durch den Bediener bereitgestellte Gebinde. Sobald die Lastschale wieder geschlossen ist, beginnt der Dosierprozess von neuem.

### Voraussetzungen
Um mit einer Abfüllwaage Produkte dosieren zu können, müssen diese bestimmte Voraussetzungen erfüllen. In der Regel lassen sich alle trockenen, fließ- und rieselfähigen Materialien abfüllen (s. Anwendungsbereiche). Lediglich klebrige oder klumpige Produkte würden einen inhomogenen Produktstrom verursachen und somit schlechte Dosierergebnisse liefern.
Vereinfacht kann man sagen, dass Pulver, Granulate und schüttfähige Materialien mit Hilfe dieser Technologie verlässlich abgewogen werden können.

### Steuerung
Ausschlaggebend für die Geschwindigkeit und die Genauigkeit einer Abfüllwaage sind sowohl das verwendete Wägesystem als auch die Steuerung der Dosierung. Neben der klassischen Zweipunkt-Regelung für den Grob – und Feinstrom
gibt es computergestützte Systeme, die die nötigen Geschwindigkeiten für den Grob- und Feinstrom der Vibrationsrinne permanent ermitteln. Der Einstellungsaufwand wird dadurch erheblich reduziert, da die Anlage selbst bei unterschiedlichsten Produkten sich die notwendigen Parameter selber sucht.
Bei der Zweipunkt-Regelung werden dagegen die beiden Geschwindigkeiten in der Regel manuell über Potentiometer eingestellt. Der Abfüllwaage wird lediglich vorgegeben bis zu welchem Gewicht die Geschwindigkeit für den Grobstrom herangezogen werden soll. Anschließend folgt der Feinstrom bis zur Erreichung des Zielgewichts.

## Anwendungsbereiche
Die folgenden Materialien / Produkte lassen sich mit einer Abfüllwaage verwiegen. Der tatsächliche Anwendungsbereich ist deutlich größer und erstreckt sich über viele Themengebiete hinweg.

### Lebensmittelindustrie
1. Kaffee
2. Gewürze
3. Müsli
4. Tee

### Pulver
1. Metallpulver
2. Farbstoffe
3. Pharmazeutische Wirkstoffe
4. Nahrungsergänzungsmittel

### Stückige Produkte
1. Kapseln und Tabletten
2. Metallteile
3. Kunststoffteile
4. Korken